# Lovište Podunavlje – Podravlje
Lovište Podunavlje – Podravlje, lovište u Baranji koje se nalazi u trokutu između Dunava i Drave. Smješteno je u tipično nizinskom panonskom području osobite plodnosti, a obuhvaća ritske šume bogate krupnom divljači, naročito jelenom i divljom svinjom. Zato je jedno od najvažnijih europskih lovnih predjela i biser hrvatske lovne ponude.
Posebno je upečatljiva rika jelena u ritu, te skupni lov na divlje svinje gdje je štreka i do stotinu grla.
To ekskluzivno lovište posjećuju brojni domaći i posebno inozemni lovci, odsjedajući u tri lovačka doma smještena na području tog lovišta: "Zlatna greda", "Ćošak šume" i Lovački dom "Monjoroš".
Izvor:
- Uprava šuma podružnica Osijek